# Marlow Heights
Marlow Heights ist ein Census Designated Place im Prince George’s County im US-Bundesstaat Maryland. Das U.S. Census Bureau hat bei der Volkszählung 2020 eine Einwohnerzahl von 6169 ermittelt.
Der Wohn-Vorort von Washington, D.C. liegt zwischen dem Capitol Hill und der Andrews Air Force Base in unmittelbarer Nähe der Volkszählungsbehörde.